# Cycas micronesica
Cycas micronesica е вид растение от семейство Cycadaceae. Видът е застрашен от изчезване.

## Разпространение
Разпространен е в Гуам, Микронезия, Палау и Северни Мариански острови.